# Dorman Island
Dorman Island är en ö i Kanada.   Den ligger i Regional District of Mount Waddington och provinsen British Columbia, i den sydvästra delen av landet, 3 700 km väster om huvudstaden Ottawa. Arean är 1,1 kvadratkilometer.
Terrängen på Dorman Island är platt. Den sträcker sig 1,3 kilometer i nord-sydlig riktning, och 2,3 kilometer i öst-västlig riktning.
I omgivningarna runt Dorman Island växer i huvudsak barrskog. Trakten runt Dorman Island är nära nog obefolkad, med mindre än två invånare per kvadratkilometer.